# Spelmanstävlingen i Uppsala 1909

Prisnämnden vid spelmanstävlingen i Uppsala 1909: Andersson, Nils; Lundgren, Wilhelm; Lindberg (andre kurator vid Uplands nation)?: Wesslén, Georg; Blomqvist, D. M.; Larsson (förste kurator vid Uplands nation) ?

Spelmanstävling i Uppsala 1909, var en spelmanstävling i Uppsala.

## Historik
Planeringen inför spelmanstävlingen i Uppsala tog fart under hösten 1908, då professor Axel Erdmann tog initiativ att anordna en spelmanstävling för Uppland. Han tog kontakt med landssekretaren Knut Hamilton, rektorn D. Viotti för Uppsala folkhögskola, professorn Natan Söderblom, musikern Vilhelm Lundgren och lektorn August Schagerström och landshövdingen Hjalmar Hammarskjöld, som tillsammans bildade Uppsalakommittén för spelmanstävlingarna. Under januari 1909 skickade man ut ett "Upprop till Uppländingar" till organister och folkskollärare i Uppland. Den 25 mars 1909 hade tävlingskommittén sin första allmänna sammanträde och man meddelade att det hade kommit in 51 anmälningar till spelmanstävlingen. Vidare beslutade man att tävlingen skulle äga rum 7–8 maj 1909.

## Deltagare

### Fiol
- Adolf Andersson, Väsby Eds socken.
- A. G. Andersson, Uppsala.
- A. P. Andersson, Rånäs bruk.
- Gustaf Josef Andersson, Tegelsmora socken.
- Herman Andersson, Närtuna socken.
- C. E. Bergström, Kulla socken.
- C. W. Bergström, Villberga socken.
- Gustaf Magnus Bergström, Kulla socken.
- E. Björk, Lena socken.
- E. M. Blank, Faringe socken.
- August Bohlin, Skuttunge socken.
- August Borg, Rasbo socken.
- August Ludvig Cederborg, Yttergrans socken.
- F. O. Ekström, Lena socken.
- C. E. Engström, Balingsta socken.
- F. A. E. Engvall, Knivsta socken.
- Karl August Eriksson, Järlåsa socken.
- Carl Herman Erlandsson, Bondkyrko socken.
- Johan Arvid Fjellstedt, Älvkarleby socken.
- Johan Peter Forssell, Tärna socken.
- August Fredriksson, Tensta socken.
- Ivar Mattias Frisk, Alunda socken.
- Vilhelm Gelotte, Älvkarleby socken.
- Karl Fredrik Haglund, Skå socken.
- Gustav Helmer Hedberg, Älvkarleby socken.
- Fredrik Jansson, Rasbo socken.
- Johan Tiburtius Jansson, Fittja socken.
- Jan Erik Johansson, Skuttunge socken.
- Henning Karlsson, Älvkarleby socken.
- Karl Oskar Karlsson, Torstuna socken.
- Lars Petter Larsson, Huddunge socken.
- Simon Larsson, Älvkarleby socken.
- Frans Lindqvist, Uppsala.
- Karl Lindström, Älvkarleby socken.
- Karl August Loberg, Österlövsta socken.
- Johan Lundin, Funbo socken.
- Karl Erik Lundström, Gamla Uppsala socken.
- Gunnar Malmquist, Österlövsta socken.
- Johan Mattsson, Häverö socken.
- Per Persson Menlös, Hedesunda socken.
- Algot Molander, Hökhuvuds socken.
- Arvid Molander, Hökhuvuds socken.
- F. Nyberg, Fasterna socken.
- P. E. Nyström, Uppsala.
- Hjort Anders Olsson, Börje socken.
- Jan Olof Olsson, Älvkarleby socken.
- Lars Isak Sand, Skoklosters socken.
- Johan Schedin, Nora socken.
- Anton Sundelius, Dalby socken
- Emil Sundelius, Dalby socken.
- Karl Sundelius, Dalby socken.
- Otto Säfström, Övergrans socken.
- Amders Gustav Tärngren, Tärna socken.
- A. Törnlund, Dannemora socken.
- Anders Gustav Wallander, Knivsta socken.
- J. W. Wijnits, Skuttunge, socken.

### Nyckelharpa
- Karl Anderén, Österlövsta socken.
- Karl August Andersson, Uppsala.
- E. M. Berlin, Bälinge socken.
- Per Johan Bodin, Vesslands socken.
- Johan Bohlin, Skuttunge socken.
- Lars Erik Bohlin, Tierps socken.
- P. J. Boström, Tierps socken.
- Klas Erik Ekblom, Bredåker.
- Erik Gustaf Englund, Tierps socken.
- Jan Erik Fors, Tegelsmora socken
- Karl Oskar Morits Gullbergson, Uppsala.
- Johan Hallberg, Tierps socken.
- Per Hellgren, Films socken.
- Anders Holmgren, Gävle.
- Anders Gustav Jansson, Österlövsta socken.
- J. E. Jansson, Hållnäs socken.
- Gabriel Johansson, Tensta socken.
- Erik Alfred Källberg, Vesslanda socken.
- Ture Larsson, Gryta socken.
- Erik Petter Levin, Älvkarleby socken.
- Aug. Lundgren, Gävle.
- Johan August Löfström, Älvkarleby socken.
- Albert Nordlin, Vesslands socken.
- Per Persson, Österlövsta socken.
- E. G. Rönnbom, Tolfta socken.
- Johan Spets, Morkarla socken.
- Johan Peter Strömberg, Tegelsmora socken.
- M. Strömberg, Börstils socken.
- Gustav Svedmark, Tierps socken.
- Karl Svensk, Films socken.
- Johan Vilhelm Söderlund, Österlövsta socken.
- Vilhelm Tegenborg, Österlövsta socken.
- Sven Johan Anders Wadman, Vesslands socken.
- Karl Johan Westerlund, Österlövsta socken.
- Karl Adolf Österberg, Films socken.

### Klarinett
- Jan Andersson, Villberga socken.
- Johan Ericsson, Vittinge socken.
- August Ferdinand Frank, Fittja socken.
- Anders Gustav Jansson, Dannemora socken.
- Jan E. Jansson, Tolfta socken.
- F. A. Lindvall, Litslena socken.
- John Erik Schedin, Nora socken.
- Karl Olof Sundberg, Litslena socken.

## Pristagare

### Fiol
| Pris                   | Namn                             | Kommentar                                                    | Prissumma                                     |
| ---------------------- | -------------------------------- | ------------------------------------------------------------ | --------------------------------------------- |
| Förstapris             | August Bohlin                    |                                                              | 50 kronor.                                    |
| Andrapris              | Vilhelm Gelotte                  |                                                              | 15 kronor.                                    |
| Andrapris              | Algot Molander                   |                                                              | 15 kronor.                                    |
| Tredjepris             | Simon Larsson                    |                                                              | 10 kronor.                                    |
| Fjärdepris             | Distriktskorpralen J. M. Weinitz |                                                              | 5 kronor.                                     |
| Fjärdepris             | J. O. Olsson                     |                                                              | 5 kronor.                                     |
| Fjärdepris             | C. H. Erlandsson                 |                                                              | 5 kronor.                                     |
| Hederspris             | Algot Molander                   | För gammal, god repertoar ock särdeles musikaliskt föredrag. | En pokal.                                     |
| Extrapris              | Per Persson Menlös               |                                                              | En pokal, skänkt av kandidat K. A. Håkansson. |
| Extrapris              | Hjort Anders Olsson              |                                                              | En pokal, skänkt av greve Knut Hamilton.      |
| Prisdomarnas extrapris | Henning Karlsson                 |                                                              | 3 kronor.                                     |
| Prisdomarnas extrapris | Gustav Bergström                 |                                                              | 2 kronor.                                     |

### Nyckelharpa
| Pris                   | Namn                | Kommentar                              | Prissumma                                   |
| ---------------------- | ------------------- | -------------------------------------- | ------------------------------------------- |
| Förstapris             | Erik Gustaf Englund |                                        | 30 kronor.                                  |
| Andrapris              | P. J. Bodin         |                                        | 10 kronor.                                  |
| Tredjepris             | A. Holmgren         |                                        | 8 kronor.                                   |
| Fjärdepris             | A. G. Jansson       |                                        | 4 kronor.                                   |
| Fjärdepris             | K. E. Ekblom        |                                        | 4 kronor.                                   |
| Fjärdepris             | J. A. Löfström      |                                        | 4 kronor.                                   |
| Extrapris              | Johan Hallberg      | För originell ock värdefull repertoar. | En pokal.                                   |
| Extrapris              | Johan Bohlin        | Till god spelman från Skuttunge        | En pokal, skänkt av professor Axel Erdmann. |
| Prisdomarnas extrapris | Ture Larsson        |                                        | 3 kronor.                                   |

### Samspel
| Pris       | Namn                                | Kommentar                                               | Prissumma  |
| ---------- | ----------------------------------- | ------------------------------------------------------- | ---------- |
| Förstapris | Johan Schedin och John Erik Schedin | För synnerligen gott samspel mellan klarinett och fiol. | 20 kronor. |
| Andrapris  | Far och son Bohlin                  |                                                         | 10 kronor. |
| Tredjepris | E. Björk och F. O. Ekström          |                                                         | 5 kronor.  |
| Extrapris  | Arvid Molander och Algot Molander   |                                                         | 6 kronor.  |

### Klarinett
| Pris       | Namn              | Kommentar | Prissumma                                       |
| ---------- | ----------------- | --------- | ----------------------------------------------- |
| Förstapris | A. F. Frank       |           | 40 kronor.                                      |
| Andrapris  | F. Engvall        |           | 10 kronor.                                      |
| Tredjepris | John Erik Schedin |           | 8 kronor.                                       |
| Fjärdepris | J. Jansson        |           | 4 kronor.                                       |
| Fjärdepris | J. Eriksson       |           | 4 kronor.                                       |
| Fjärdepris | C. Sundberg       |           | 4 kronor.                                       |
| Extrapris  | Jan Andersson     |           | En pokal, skänkt av häradshövdingen G. Ribbing. |